# Campionati italiani di sci nordico 2008
I Campionati italiani di sci nordico 2008 si svolsero in varie località dell'arco alpino e assegnarono i titoli nazionali in tutte le specialità dello sci nordico poste sotto l'egida della Federazione italiana sport invernali: biathlon, combinata nordica, salto con gli sci e sci di fondo.

## Risultati

### Uomini

#### Biathlon

##### Sprint
| Pos. | Atleta                  | Gruppo sportivo | Tempo (errori) |
| ---- | ----------------------- | --------------- | -------------- |
| 1    | Christian De Lorenzi    | Forestale       |                |
| 2    | Claudio Mussner         | Fiamme Gialle   |                |
| 3    | René-Laurent Vuillermoz | Esercito        |                |
| 4    |                         |                 |                |
| 5    |                         |                 |                |
| 6    |                         |                 |                |

Data: 29 marzo 2008

Località: Anterselva

Distanza: 10 km

##### Partenza in linea
| Pos. | Atleta               | Gruppo sportivo | Tempo (errori) |
| ---- | -------------------- | --------------- | -------------- |
| 1    | Lukas Hofer          | Fiamme Gialle   | 39:58,4 (4)    |
| 2    | Markus Windisch      | Esercito        | 40:43,4 (5)    |
| 3    | Claudio Mussner      | Fiamme Gialle   | 40:56,8 (2)    |
| 4    | Mattia Cola          | Fiamme Gialle   | 41:12,7 (3)    |
| 5    | Christian Martinelli | Carabinieri     | 41;16,7 (7)    |
| 6    | Armin Kasslatter     | SC Gardena      | 41:33,4 (5)    |

Data: 30 marzo 2008

Località: Anterselva

Distanza: 15 km

#### Combinata nordica

##### Sprint
| Pos. | Atleta             | Gruppo sportivo | Tempo |
| ---- | ------------------ | --------------- | ----- |
| 1    | Alessandro Pittin  | Fiamme Gialle   |       |
| 2    | Davide Bresadola   | Esercito        |       |
| 3    | Giuseppe Michielli | Fiamme Oro      |       |
| 4    |                    |                 |       |
| 5    |                    |                 |       |
| 6    |                    |                 |       |

Data: 

Località: 

Trampolino: 

Distanza: 7,5 km

##### Individuale
| Pos. | Atleta            | Gruppo sportivo | Tempo |
| ---- | ----------------- | --------------- | ----- |
| 1    | Lukas Runggaldier | Fiamme Gialle   |       |
| 2    | Armin Bauer       | Fiamme Gialle   |       |
| 3    | Daniele Munari    | Fiamme Gialle   |       |
| 4    |                   |                 |       |
| 5    |                   |                 |       |
| 6    |                   |                 |       |

Data: <11.03.2008>
Località: <Pragelato>
Trampolino: <k95>
Distanza = 15 km

#### Salto con gli sci

##### Trampolino normale
| Pos. | Atleta              | Gruppo sportivo | Punteggio |
| ---- | ------------------- | --------------- | --------- |
| 1    | Sebastian Colloredo | Fiamme Gialle   |           |
| 2    | Davide Bresadola    | Esercito        |           |
| 3    | Alessandro Pittin   | Fiamme Gialle   |           |
| 4    |                     |                 |           |
| 5    |                     |                 |           |
| 6    |                     |                 |           |

Data: 

Località: 

Trampolino: 

##### Trampolino lungo
| Pos. | Atleta              | Gruppo sportivo | Punteggio |
| ---- | ------------------- | --------------- | --------- |
| 1    | Sebastian Colloredo | Fiamme Gialle   |           |
| 2    | Davide Bresadola    | Esercito        |           |
| 3    | Andrea Morassi      | Forestale       |           |
| 4    |                     |                 |           |
| 5    |                     |                 |           |
| 6    |                     |                 |           |

Data: 

Località: 

Trampolino: 

#### Sci di fondo

##### 15 km
| Pos. | Atleta           | Gruppo sportivo | Tempo |
| ---- | ---------------- | --------------- | ----- |
| 1    | Valerio Checchi  | Forestale       |       |
| 2    | Marco Fiorentini | Fiamme Oro      |       |
| 3    | Roland Clara     | Fiamme Gialle   |       |
| 4    | Giorgio Di Centa | Carabinieri     |       |
| 5    |                  |                 |       |
| 6    |                  |                 |       |

Data: 2 febbraio 2008

Località: Alta Badia

Tecnica: classica

##### 50 km
| Pos. | Atleta                | Gruppo sportivo | Tempo     |
| ---- | --------------------- | --------------- | --------- |
| 1    | Giorgio Di Centa      | Carabinieri     | 1:57:23,2 |
| 2    | Fabio Santus          | Carabinieri     | 1:57:29,6 |
| 3    | Pietro Piller Cottrer | Carabinieri     | 1:57:31,5 |
| 4    | Roland Clara          | Fiamme Gialle   | 1:57:32,6 |
| 5    | David Hofer           | Carabinieri     | 1:57:35,5 |
| 6    | Florian Kostner       | Carabinieri     | 1:57:35,9 |

Data: 30 marzo 2008

Località: Anterselva

Tecnica: libera

##### Sprint
| Pos. | Atleta           | Gruppo sportivo |
| ---- | ---------------- | --------------- |
| 1    | Renato Pasini    | Forestale       |
| 2    | Cristian Zorzi   | Fiamme Gialle   |
| 3    | Bruno Debertolis | Fiamme Gialle   |
| 4    | Marco Fiorentini | Fiamme Oro      |
| 5    | Loris Frasnelli  | Fiamme Gialle   |
| 6    | Fabio Pasini     | Esercito        |

Data: 22 dicembre 2007

Località: Cogne

Tecnica: libera

##### Sprint a squadre
| Pos. | Gruppo sportivo | Atleti                                |
| ---- | --------------- | ------------------------------------- |
| 1    | Fiamme Gialle   | Bruno Debertolis Freddy Schwienbacher |
| 2    |                 |                                       |
| 3    |                 |                                       |
| 4    |                 |                                       |
| 5    |                 |                                       |
| 6    |                 |                                       |

Data: 

Località: 

6 frazioni

##### Staffetta
| Pos. | Gruppo sportivo  | Atleti                                                             | Tempo |
| ---- | ---------------- | ------------------------------------------------------------------ | ----- |
| 1    | Fiamme Gialle I  | Nicola Morandini Giovanni Gullo Fabio Clementi Bruno Debertolis    |       |
| 2    | Carabinieri      | David Hofer Giorgio Di Centa Florian Kostner Pietro Piller Cottrer |       |
| 3    | Fiamme Gialle II | Fulvio Scola Roland Clara Cristian Zorzi Freddy Schwienbacher      |       |
| 4    | Fiamme Oro       |                                                                    |       |
| 5    | Forestale        |                                                                    |       |
| 6    | Esercito         | Fabio Pasini Daniel Yeuilla Daniele Compagnoni Luca Gorret         |       |

Data: 3 febbraio 2008

Località: Alta Badia

2 frazioni da 10 km a tecnica classica

2 frazioni da 10 km a tecnica libera

### Donne

#### Biathlon

##### Sprint
| Pos. | Atleta        | Gruppo sportivo | Tempo (errori) |
| ---- | ------------- | --------------- | -------------- |
| 1    | Michela Ponza | Fiamme Gialle   |                |
| 2    | Barbara Ertl  | Esercito        |                |
| 3    | Katja Haller  | Fiamme Gialle   |                |
| 4    |               |                 |                |
| 5    |               |                 |                |
| 6    |               |                 |                |

Data: 29 marzo 2008

Località: Anterselva

Distanza: 7,5 km

##### Partenza in linea
| Pos. | Atleta             | Gruppo sportivo | Tempo (errori) |
| ---- | ------------------ | --------------- | -------------- |
| 1    | Michela Ponza      | Fiamme Gialle   | 43:36,4 (2)    |
| 2    | Roberta Fiandino   | Esercito        | 46;11,2 (3)    |
| 3    | Katja Haller       | Fiamme Gialle   | 46:11,5 (5)    |
| 4    | Barbara Ertl       | Esercito        | 47;35,5 (1)    |
| 5    | Christa Perathoner | SC Gardena      | 48:47,5 (6)    |
| 6    | Dorothea Wierer    | Fiamme Gialle   | 49:07,0 (4)    |

Data: 30 marzo 2008

Località: Anterselva

Distanza: 12,5 km

#### Salto con gli sci

##### Trampolino normale
| Pos. | Atleta            | Gruppo sportivo | Punteggio |
| ---- | ----------------- | --------------- | --------- |
| 1    | Elena Runggaldier | SC Gardena      | 250,5     |
| 2    | Lisa Demetz       | SC Gardena      | 250,0     |
| 3    | Evelyn Insam      | SC Gardena      | 225,0     |
| 4    |                   |                 |           |
| 5    |                   |                 |           |
| 6    |                   |                 |           |

Data: 21 agosto 2008

Località: Predazzo

Trampolino: Giuseppe Dal Ben HS106

#### Sci di fondo

##### 10 km
| Pos. | Atleta               | Gruppo sportivo | Tempo |
| ---- | -------------------- | --------------- | ----- |
| 1    | Sabina Valbusa       | Forestale       |       |
| 2    | Antonella Confortola | Forestale       |       |
| 3    | Magda Genuin         | Esercito        |       |
| 4    |                      |                 |       |
| 5    |                      |                 |       |
| 6    |                      |                 |       |

Data: 2 febbraio 2008

Località: Alta Badia

Tecnica: classica

##### 30 km
| Pos. | Atleta               | Gruppo sportivo | Tempo     |
| ---- | -------------------- | --------------- | --------- |
| 1    | Arianna Follis       | Forestale       | 1:16:03,0 |
| 2    | Marianna Longa       | Fiamme Gialle   | 1:16:41,7 |
| 3    | Antonella Confortola | Forestale       | 1:16:44,0 |
| 4    | Elisa Brocard        | Esercito        | 1:20:57,0 |
| 5    | Karin Moroder        | Forestale       | 1:20:57,8 |
| 6    | Veronica Cavallar    | Fiamme Gialle   | 1:20:58,2 |

Data: 30 marzo 2008

Località: Anterselva

Tecnica: libera

##### Sprint
| Pos. | Atleta           | Gruppo sportivo |
| ---- | ---------------- | --------------- |
| 1    | Elisa Brocard    | Esercito        |
| 2    | Karin Moroder    | Forestale       |
| 3    | Barbara Moriggl  | Forestale       |
| 4    | Sabina Valbusa   | Forestale       |
| 5    | Stephanie Santer | Fiamme Gialle   |
| 6    |                  |                 |

Data: 22 dicembre 2007

Località: Cogne

Tecnica: libera

##### Sprint a squadre
| Pos. | Gruppo sportivo | Atlete                           |
| ---- | --------------- | -------------------------------- |
| 1    | Forestale       | Karin Moroder Arianna Follis     |
| 2    | Esercito        | Elisa Brocard Magda Genuin       |
| 3    | Fiamme Gialle   | Veronica Cavallar Marianna Longa |
| 4    |                 |                                  |
| 5    |                 |                                  |
| 6    |                 |                                  |

Data: 

Località = 

6 frazioni

##### Staffetta
| Pos. | Gruppo sportivo | Atlete                                                      | Tempo |
| ---- | --------------- | ----------------------------------------------------------- | ----- |
| 1    | Forestale I     | Antonella Confortola Karin Moroder Sabina Valbusa           |       |
| 2    | Forestale II    | Germana Di Padova Marina Piller Virginia De Martin Topranin |       |
| 3    | Esercito        | Elisa Brocard Melissa Gorra Magda Genuin                    |       |
| 4    |                 |                                                             |       |
| 5    |                 |                                                             |       |

Data: 3 febbraio 2008

Località: Alta Badia

3 frazioni da 5 km